# Бабаев, Владимир Николаевич
Владимир Николаевич Бабаев (укр. Володимир Миколайович Бабаєв; род. 10 января 1952 г. в г. Харькове) — специалист в области строительства, государственного управления, «Заслуженный строитель Украины» (1997 г.), лауреат Государственной премии в области архитектуры (1999 г.), академик Международной инженерной академии (2010 г.), академик Академии строительства Украины (2011 г.), первый вице-президент Инженерной академии Украины (2013 г.), почётный гражданин г. Первомайский Харьковской области (2008 г.), почётный гражданин г. Богодухова Харьковской области (2008 г.), государственный служащий III ранга (2009 г.), почётный гражданин г. Харькова (2010 г.), член Совета Северо-Восточного научного центра Украины (2011 г.), почётный профессор института им. И. И. Мечникова (2012 г.), почётный гражданин г. Лозовая Харьковской области (укр.). Архивировано 18 января 2021 года. (2016 г.), отличник образования (2019 г.), лауреат Государственной премии Украины в области науки и техники (2020 г.).

## Биография
Родился Владимир Николаевич Бабаев 10 января 1952 г. в г. Харькове. Отец — Николай Антонович Бабаев, работал слесарем-электросварщиком на Харьковском электромеханическом заводе. Мать — Александра Тихоновна Бабаева (Самойлова), работала галтовщицей на Харьковском велосипедном заводе имени Г. И. Петровского.
Во время учёбы в общеобразовательной школе № 72 г. Харькова увлёкся футболом, которым вскоре начал заниматься профессионально.
В 1960 г. вошёл в состав футбольной команды, с 15 лет играл в составе юношеской сборной УССР, а затем — в командах мастеров «Торпедо» ХТЗ и «Металлист» Харьков.
1970—1975 гг. — студент факультета Промышленного и гражданского строительства Харьковского инженерно-строительного института.
1975 г. — мастер смены формовочного цеха № 2 Домостроительного комбината № 1 комбината «Харьковжилстрой».
1975—1976 гг. — исполняющий обязанности заместителя начальника формовочного цеха Домостроительного комбината № 1 комбината «Харьковжилстрой».
1976—1978 гг. — служба в рядах Советской Армии.
1978—1981 гг. — начальник формовочного цеха № 1 Домостроительного комбината № 1 комбината «Харьковжилстрой».
1981—1984 гг. — главный инженер завода «Стройдеталь» Домостроительного комбината № 1 комбината «Харьковжилстрой».
1984 г. (январь — октябрь) — главный инженер строительного управления «Машстрой-1» треста «Промстрой-2».
1984—1986 гг. — инструктор отдела строительства и городского хозяйства Харьковского городского комитета Коммунистической партии Украины (КПУ).
1986—1988 гг. — заведующий отделом строительства и городского хозяйства Харьковского горкома КПУ.
1988—1989 гг. — заместитель заведующего социально-экономического отдела Харьковского горкома КПУ.
1989—1990 гг. — инструктор Харьковского областного комитета КПУ.
В 1986 г. и 1990 г. избирался депутатом Харьковского горсовета ХІ и ХІІ созывов.
1991—1995 гг. — заместитель начальника промышленного производства, главный инженер, первый заместитель Генерального директора Проектно-промышленного строительного объединения ХДСК-1.
1995—1997 гг. — начальник главного управления (ГУ) градостроительства и архитектуры исполнительного комитета Харьковского городского совета.
1997—1998 гг. — заместитель городского головы — начальник ГУ градостроительства и архитектуры исполкома Харьковского горсовета.
1998—2005 гг. — первый заместитель городского головы по вопросам деятельности исполнительных органов Харьковского горсовета.
1999 г. — защищает кандидатскую диссертацию по специальности 05.23.08 — технология промышленного и гражданского строительства.
Назначен членом Межведомственной государственной комиссии по вопросам реформирования жилищно-коммунального хозяйства Украины.
С 2000 г. В. Н. Бабаев начал научно-преподавательскую деятельность в Харьковской государственной академии городского хозяйства (сегодня — Харьковский национальный университет городского хозяйства имени О. Н. Бекетова) в должности доцента кафедры градостроительства.
Избран главой Харьковской областной федерации футбола.
2002 г. — присвоено учёное звание доцента.
В 2003 г. — назначен членом Межведомственной рабочей группы по вопросам финансирования проектов местного развития без предоставления государственной гарантии, назначен членом коллегии Министерства строительства, архитектуры и жилищно-коммунального хозяйства Украины (позднее — Министерства регионального развития и строительства Украины).
2004 г. — защищает докторскую диссертацию по специальности 25.00.04 — местное самоуправление.
2005 г. — назначен на должность заведующего кафедры управления проектами в городском хозяйстве и строительстве Харьковской национальной академии городского хозяйства.
2005—2011 гг. — первый заместитель главы Харьковской областной государственной администрации.
Возглавлял Харьковскую областную комиссию по вопросам техногенно-экологической безопасности и чрезвычайных ситуаций.
2010 г. — член Межведомственной комиссии по вопросам создания источника нейтронов.
2011 г. — ректор Харьковской национальной академии городского хозяйства (сейчас - ХНУГХ им. А. Н. Бекетова).
19 декабря 2018 года коллектив Харьковского национального университета городского хозяйства им. А. Н. Бекетова утвердил кандидатуру В. Н. Бабаева на второй срок в должности ректора Университета.
2020 г. - депутат Харьковского областного совета VIII созыва (укр.). Архивировано 7 ноября 2020 года..
2021 г. - председатель  Совета  ректоров высших учебных заведений III-IV уровней аккредитации Харьковского региона. (укр.). Архивировано 12 ноября 2021 года..

## Ректор университета
С 2000 г. В. Н. Бабаев работает в Харьковской государственной академии городского хозяйства.
19 октября 2011 г. на конференции трудового коллектива ХНАГХ профессор Владимир Николаевич Бабаев был избран ректором Харьковской национальной академии городского хозяйства.
В должности ректора направляет усилия на сохранение, продолжение и приумножение образовательных и научных традиций учебного заведения, постоянное совершенствование образовательной деятельности, технологий и методов обучения, качества образовательных услуг, расширения международного сотрудничества с целью интеграции ЗВО в мировое научно-образовательное пространство, формирования ведущего научного сообщества.
В 2013 г. умелое руководство и упорный труд коллектива принесли первые весомые результаты — Академия получила высший уровень квалификации ЗВО — Университет и имя выдающегося харьковского архитектора Алексея Николаевича Бекетова.
Основной составляющей деятельности ХНУГХ им. А. Н. Бекетова всегда была и остаётся подготовка высокопрофессиональных и высококвалифицированных специалистов.
Университет предоставляет образовательные услуги на бакалаврском и магистерском уровнях по 18 специальностям; введено 10 образовательно-научных программ магистра, целью которых является формирование собственного кадрового потенциала.
С каждым годом происходит расширение спектра образовательных услуг Университета — лицензирование и аккредитацию проходят образовательно-научные программы по специальностям, обеспечивающим жизнедеятельность современных городов и их дальнейшее устойчивое развитие: «Менеджмент», «Публичное управление и администрирование», «Предпринимательство, торговля и биржевая деятельность», «Компьютерные науки и информационные технологии», «Электроэнергетика, электротехника и электромеханика», «Технологии защиты окружающей среды», «Архитектура и градостроительство», «Строительство и гражданская инженерия», «Транспортные технологии», «Геодезия и землеустройство» и т. д.
Важным шагом в развитии образовательной деятельности Университета является введение подготовки специалистов по новым специальностям, таким как: «Нефтегазовая инженерия и технологии», «Публичное управление и администрирование», «Предпринимательство, торговля и биржевая деятельность», «Технологии защиты окружающей среды».
Подготовка научно-педагогических кадров осуществляется по 28 научным специальностям, работают 5 специализированных учёных советов по защите кандидатских и докторских диссертаций.
В своей деятельности Университет сотрудничает с заведениями высшего образования и компаниями — мировыми и отраслевыми лидерами из 26 стран мира.
Среди авторитетных зарубежных партнёров Университета: Международное агентство по атомной энергии — МАГАТЕ (Австрия), компания Shell (Великобритания — Нидерланды), международный фонд USAID (США), компания Siemens (Германия), компания Schneider Electric (Франция), компания Delcam Ltd (Великобритания), «Корейская ассоциация фотоэлектронной промышленности» (Южная Корея), ООО «Autodesk» (Россия), компания «V Turizm Seyahat Acentaligi Tas. Tic. A. S.» (Турция), МОО «Фонд польско-украинского сотрудничества ПАУСИ» (Польша) и другие.
Надёжными партнёрами Университета также являются ведущие вузы Германии, Великобритании, Италии, Франции, Польши, Чехии, Сербии, Канады.
ХНУГХ им. А. Н. Бекетова — член Международной ассоциации университетов, Сети институтов и школ государственного управления стран Центральной и Восточной Европы (NISPAcee), постоянный участник международных грантовых программ.
Университет входит в состав научного парка «Наукоград-Харьков», созданного при поддержке Национальной академии наук Украины и Министерства образования и науки Украины, является активным участником Национальной сети трансфера технологий.
Традиционно тесные научные и деловые связи Университет поддерживает с украинскими производственными предприятиями, региональными органами государственного управления и органами местного самоуправления, заведениями высшего образования и научно-исследовательскими институтами, министерствами и отраслевыми академиями наук.
Учитывая уникальную специфику университета, учёные ХНУГХ им. А. Н. Бекетова плодотворно сотрудничают со своим стратегическим партнёром — Министерством регионального развития, строительства и жилищно-коммунального хозяйства Украины в вопросах реформирования ЖКХ страны в контексте европейских тенденций развития отрасли. В целом, Харьковский национальный университет городского хозяйства имени А. Н. Бекетова под руководством В. Н. Бабаева зарекомендовал себя как надёжный деловой партнёр, выполняя функции разработчика и исполнителя многих региональных, общенациональных и международных проектов и программ в сфере архитектуры, строительства и реконструкции, инженерной экологии, муниципальной и региональной энергетики, устойчивого городского и регионального развития, дорожного хозяйства и транспорта, урбоэкономики, туризма и гостинично-ресторанного дела, жилищно-коммунального хозяйства.
В течение 2013–2018 гг. в Университете были открыты: Украинско-канадский, Украинско-польский, Украинско-ливанский, Украинско-китайский, Украинско-арабский, Украинско-турецкий, Украинско-азиатский культурно-образовательные центры и Чешский разговорно-культурный центр.
В сентябре 2018 г. ХНУГХ им. А. Н. Бекетова присоединился к передовым университетам мира, с которыми подписал Великую хартию университетов.
При участии зарубежных партнёров из Бельгии, Германии, Чехии, Польши, США в Университете созданы и успешно сегодня работают самые современные научно-исследовательские и образовательно-производственные центры и лаборатории, среди которых — научно-исследовательский центр светотехнических измерений, научно-учебная лаборатория светового дизайна, образовательно-производственный центр «Современные технологии в энергетике», образовательно-научная лаборатория «Солнечная электростанция», учебный центр Delcam.
Своеобразной лабораторией воспитания предпринимательства в академической среде стало открытие в июне 2014 г. Бизнес-инкубатора для студентов при поддержке польских коллег из «Фонда польско-украинского сотрудничества ПАУСИ», «Европейского института недвижимости» и Академии АГХ в Кракове в рамках Межрегиональной программы Европейского соседства и партнёрства SUCSID — TEMPUS.
На базе Университета действует Школа развития «Мэр города» для лидеров ученического самоуправления школ г. Харькова и Харьковской области. Инновацией в этой работе является вовлечение ученической молодёжи в корпоративную социальную сеть Университета «Yammer», которая стала площадкой для поддержки и консультирования участников проекта «Мэр города — 2016». Организованы занятия в школах развития для ученической молодёжи: «Юный экономист-исследователь», «Юный эколог», «Юный архитектор», «Дизайн света», «Юный работник отеля», «Мастерская управленца», «Бизнес-разведчик», «Молодой экономист», «IT-school», «Юный геоинформатик и управленец недвижимостью». Начата работа новой школы развития «Start Up School» и образовательной платформы «Школьный омбудсмэн», областная летняя биологическая школа (научные отделения «Химия и биология», «Экология и аграрные науки»), которую проводит КП «Харьковская областная Малая академия наук Харьковского областного совета»; открыта новая студия «Песочная анимация».
В Университете на постоянной основе проводятся международные конференции: «Устойчивое развитие городов. Управление проектами и программами городского и регионального развития», «Современные проблемы светотехники и электроэнергетики», «Вода. Экология. Общество». В 2013 г. состоялся І Международный светотехнический форум LEDLight.
В сентябре 2015 г. были открыты архитектурно-художественные мастерские ARHOUSE, являющиеся уникальной для Украины образовательной лабораторией по подготовке архитекторов. В помещении ARHOUSE находятся скульптурная и ландшафтно-архитектурная мастерские, мастерская рисунка и живописи, лаборатория архитектурного моделирования, современные компьютерные классы, обеспеченные специализированными программными продуктами, студенческое архитектурно-проектное бюро, выставочные и конференц-залы.
Архитектурно-художественные мастерские фактически стали площадкой для внедрения новых форм учебно-воспитательной работы, примерами которой стали проведение фестиваля «АДОМ-art», начало деятельности творческой студенческой студии «Студенческий квартирник», художественные выставки и мастер-классы известных харьковских художников.
Интерес к мастерским ARHOUSE проявляют студенты других учебных заведений высшего образования Харькова. Высокую оценку условиям реализации творческого потенциала дали специалисты и студенты разных вузов Украины и Польши.
В июле — декабре 2015 г. в ХНУГХ им. А. Н. Бекетова реализован проект «Эффективное управления энергией — первый шаг к Зелёному университету» в партнёрстве с ОО «Гринкубатор» и при финансовой поддержке посольства Республики Польша в Киеве. Началом внедрения в деятельность Университета принципов устойчивого развития можно считать создание солнечной электростанции с мощностью первого пускового комплекса 10 кВт с целью перехода к использованию альтернативных источников энергии.
В марте 2016 г. стартовал проект «Сбор и утилизация отходов на рынках с переходной экономикой» (WaTra) в консорциуме с университетами Австрии, Германии и Белоруссии при финансовой поддержке Австрийского агентства международной мобильности и сотрудничества в сфере образования, науки и исследований.
С июня 2016 г. Университет присоединился к инновационному проекту ElibUkr. Проект объединяет библиотеки высших учебных заведений, национальные библиотеки и другие организации Украины с целью обеспечения доступа к мировой научной информации, создание собственных академических ресурсов, а также интеграции украинской науки и библиотечного дела в мировое научное сообщество.
30 августа 2016 г. состоялось торжественное открытие памятника академику архитектуры, выдающемуся зодчему, педагогу Алексею Николаевичу Бекетову. Многолетняя история Университета тесно связана с именем А. Н. Бекетова, который создал мощную школу по подготовке будущих архитекторов, стал основателем лучших отечественных традиций архитектурного и художественного образования.
В 2018–2019 гг. в Университете открыты и реализованы проекты: Международный научный проект «Практики самопрезентации многонациональных городов в индустриальное и постиндустриальное время», ориентированный на исследования символичного пространства городов Украины; инновационный для высшей школы проект внедрения системы дуального образования для студентов-строителей; проект «ЭНЕРГО-ИННОВАЦИОННЫЙ ХАБ — платформа для подготовки квалифицированных специалистов в области энергоэффективности»; проект «Реконструкция здания по проспекту Тракторостроителей, 144 под центр административных услуг»; Международный волонтерский проект «Новые возможности», поддерживающий социально-акетивную молодежь с Востока Украины, вынужденных переселенцев и др. В рамках программы «Развитие лабораторной базы» было создано: унифицированный лабораторный комплекс «Эколого-энергетической безопасности» (лаборатория инновационных энергосберегающих технологий и лаборатория экологического мониторинга); лабораторию альтернативной энергетики , которая оснащена иммитационными лабораторными стендами по исследованию рационального использования энергии ветра и солнца,  коллектором солнечной энергии; учебно-научную лабораторию «Интернет вещей» с IT-компанией CHI SOFT WARE на базе кафедры Прикладной математики и информационных технологий; лабораторный центр «CENTR CERAMIC LABORATORY» (научно-исследовательская лаборатория; учебно-образовательная лаборатория керамики и технологическая лаборатория керамических материалов); лакокрасочная  лаборатория «PVC-Lab» («Paints. Varnishes. Coatings»), которая является уникальной и не имеет аналогов ни в одном из учреждений высшего образования и промышленного производства Украины; лаборатория «Умный транспорт и логистика для городов»; на базе Центра развития Университета создан Учебно-инновационный инжиниринговый центр. Вводится ещё 8 программ и проектов (программа Эразмус+ «Кредитная мобильность» и «Развитие потенциала»).
Ведется работа по обустройству Университета с целью создания комфортных условий для маломобильных групп населения, тем самым обеспечивая равноценные условия в получении высшего образования.
За период пребывания В. Н. Бабаева на должности ректора, Университет завоевал множество престижных знаков отличия и наград: диплом за активное внедрение инновационных образовательных технологий — в рамках IV Национальной выставки-презентации «Инноватика в современном образовании» (2012 г.); дипломы в номинации «Международная деятельность», а также за весомый вклад в развитие национального образования, золотую медаль в номинации «Создание и внедрение электронных учебно-методических комплексов, рейтинговых систем, оборудования, продуктов, программ и решений для системы образования» — в рамках ІV Международной выставки «Современные учебные заведения — 2013»; почётное звание «Лауреат конкурса» І степени как победитель в номинации «Организационное и научно-методическое обеспечение внедрения электронных средств в практику деятельности учреждений последипломного образования» и диплом в номинации «Внедрение инноваций в презентацию деятельности высшего учебного заведения в интернет-пространстве» — в рамках Национальной выставки-презентации «Инноватика в современном образовании» (2013 г.); Гран-при в номинации «Лидер высшего образования Украины» в рейтинговом выставочном конкурсе — в рамках V Международной выставки «Современные учебные заведения — 2014»; почётное звание «Лауреат конкурса» І степени в номинации «Облачные технологии» в образовании — новые компетенции в сфере ИКТ" — в рамках Международной форум-презентации «Инноватика в современном образовании» (2014 г.); Гран-при в номинации «Лидер научной и научно-технической деятельности», золотую медаль в номинации «Внедрение информационно-коммуникационных технологий в учебную, научную и управленческую деятельность учебного заведения», диплом за творческую работу по повышению качества национального образования, а также сертификат качества научных публикаций — в рамках VI Международной выставки «Современные учебные заведения — 2015»; Гран-при «Лидер высшего образования Украины» в рамках VII Международной выставки «Современные учебные заведения — 2016»; почетное звание «Лидер инноваций в образовании» за инновационную разработку - «Разработка и внедрение модели бизнес-процессов цифровой трансформации учреждений высшего образования» - в рамках XI Международной выставки «Инноватика в современном образовании », золотую медаль за научную работу «Разработка и внедрение интеллектуальных чат-ботов в образовательную деятельность высших учебных заведений» - в рамках X Международной выставки за рубежом «World Edu» (2019 г.). Гран-при в категории «Общественные здания» III Международного строительного конкурса «European Award-2018» (г. Варшава (Польша) за проект реконструкции нежилого здания под Региональный центр административних усслуг, звание  «Европейская награда - 2018», специальная награда Национального союза архитекторов, приз от Польско-Украинской торговой палаты (2019 г.); за работу «Прогрессивные строительные конструктивные системы и технологии их возведения» ученым ХНУГХ им. А. Н. Бекетова присвоено Государственную премию Украины в области науки и техники (2020 г.).
В деле своего дальнейшего развития ХНУГХ им. А. Н. Бекетова видит для себя главными заданиями: объединение науки, образования и производства, повышение социальных и экономических ценностей образования, популяризацию образованности и культуры среди молодёжи, воспитание настоящих патриотов своей страны, как важнейших факторов развития независимого и демократического украинского государства.

## Научно-педагогическая деятельность
Научные интересы В. Н. Бабаева в начале его карьеры как учёного, исследователя, управленца-практика касались, преимущественно, темы строительства (1994—1997 гг.).
Последующие два года (1998—1999 гг.) его научно-исследовательская деятельность сконцентрирована на подготовке к защите по специальности «Технология промышленного и гражданского строительства» кандидатской диссертац, посвящённой теме восстановления конструкций канализационных коллекторов.
С 2000 г. в кругу научных интересов В. Н. Бабаева — вопросы еффективности муниципального управления, в частности городскими агломерациями и крупными городами.
В 2000 г. В. Н. Бабаев начинает педагогическую деятельность в Харьковской государственной академии городского хозяйства. Уже более пятнадцати лет В. Н. Бабаев посвящает своё свободное время студентам, преподавая в разное время дисциплины: «Системная организация профессиональной деятельности», «Принятие проектных решений», «Управление муниципальными и государственными проектами и программами». Сегодня В. Н. Бабаев является профессором кафедры управления проектами в городском хозяйстве и строительстве.
С результатами теоретических и практических разработок Владимира Николаевича отечественное научное сообщество имело возможность ознакомиться во время защиты кандидатской диссертации «Исследование и разработка технологических решений возведения тонкостенной вторичной отделки при восстановлении канализационных коллекторов» в 1999 г. и докторской диссертации «Повишение эффективности управления крупным городом в структуре государственного управления» в 2004 г.
В кандидатской диссертации автором была разработана методика расчёта давления прессования бетонной смеси во время применения собственноручно сконструированного устройства радиально-осевого прессования. Предложены технологические, технические и организационные решения, давшие возможность повисить эффективность ремонтно-восстановительных работ в канализационных коллекторах с применением монолитно-прессованного бетона.
Опыт и знания, приобретённые за время более чем пятнадцатилетнего пребывания на руководящих должностях в структуре городского самоуправления г. Харькова, позволили В. Н. Бабаеву подготовить и с успехом защитить докторскую диссертацию, получив степень доктора наук по государственному управлению.
Диссертация была посвящена научно-практическому решению первоочередных задач в сфере государственного регулирования развития больших городов и связана с необходимостью внедрения новых инновационных научно обоснованных подходов и методов повышения еффективности управления на уровне органов местного самоуправления в условиях ограниченности местных ресурсов.
С 2005 г. постоянным становится научно-исследовательское внимание В. Н. Бабаева, как первого заместителя главы облгосадминистрации, к проблемам регионального развития, государственной региональной политики, проведения административной и территориальной реформ на Украине, а также, как заведующего кафедрой, к вопросам методологии проектного менеджмента, лучших отечественных и зарубежных практик управления проектами и программами.
Традиционно в сфере его научных исследований — вопросы, связанные с применением новых технологий и материалов в процессах реконструкции муниципального жилого фонда, промышленных и социальных объектов, памятников архитектуры; модернизацией и энергореставрацией жилых домов крупнопанельного домостроительства первых массовых серий; внедрением энергосберегающих технологий и материалов в жилищно-коммунальном хозяйстве и строительстве; реформированием жилищно-коммунального сектора Харькова, области и Украины; организацией и осуществлением стабильного, бесперебойного, качественного обеспечения города и области услугами водоснабжения и водоотведения, энергоснабжения, транспортными и другими муниципальными услугами.
Теме использования передовых методов, методик, методологий, прежде всего инструментария проектного менеджмента, в управлении проблемными отраслями городского хозяйства, внедрения инновационных практик в структуру управления открытыми системами сложной социально-экономической природы (большие города и регионы), налаживанию тесного партнёрства в формате наука-управление-производство на городском и региональном уровнях посвящён ряд монографий, учебно-методических пособий (Практика муниципального управления (2002 г.), Повышение эффективности местного самоуправления на основе интеллектуального потенциала Харькова (2004 г.), Управление городским хозяйством: теоретические и прикладные аспекты (2004 г.), Административно-территориальное устройство и устойчивое развитие региона (концептуальные основы и методология) (2006 г.), Управление проектами (2006 г.), Стратегия социально-экономического развития Харьковской области на период до 2015 года (2008 г.), Управление большим городом: теоретические и прикладные аспекты (2010 г.)).
В научных публикациях В. Н. Бабаева также часто освещаются темы: формирование новой генерации муниципальной и региональной гуманитарно-технической и управленческой элиты; усовершенствование кадровой политики в системе управления городом и областью; подготовки, переподготовки и повышения квалификации инженерно-технического и руководящего состава для коммунальных предприятий (Проблемы формирования личности лидера (2000 г.), Психодиагностика в муниципальной кадровой политике (2003 г.), Активные методы обучения в управленческой подготовке инженеров и работников органов местного самоуправления (практические ситуации, упражнения, игры) (2004 г.), Организационная культура руководителя (2005 г.), Психодиагностика в системе государственного управления и местного самоуправления (2006 г.), Логика для инженеров (2007 г.), Системная организация профессиональной деятельности (2007 г., 2012 г.), Принятие решений (2007 г., 2012 г.), Принятие решений в условиях неопределённости и риска (2010 г.), Социальное познание (2014 г.)).
Владимир Николаевич Бабаев является автором и соавтором более 370 научных трудов, в частности 30 монографий, более 280 научных статей и тезисов докладов, опубликованных в отечественных и зарубежных изданиях, 42 учебно-методических изданий, 21 изобретения.
Он входит в состав редакционных коллегий таких научных изданий: «Комунальне господарство міст» (ответственный редактор), «Світлотехніка та електроенергетика» (глава редакционного совета), «Філософія спілкування: філософія, психологія, соціальна комунікація» (член координационного совета), «Экология и промышленность» (член союза журналистов), «Энергетика. Энергосбережение. Энергоаудит» (глава редакционного совета).
В разные годы быв избран членом специализированных учёных советов: Харьковского регионального института государственного управления Национальной академии государственного управления при Президенте Украины, Харьковского национального университета имени В. Н. Каразина, Одесского регионального института государственного управления Национальной академии государственного управления при Президенте Украины.

## Строитель
Много лет своей жизни В. Н. Бабаев посвятил строительному делу, работая на Харьковскому ДСК-1, где прошел путь от мастера смены до первого заместителя генерального директора.
Однако руководить масштабными проектами по строительству и реконструкции многих объектов Харькова и области продолжал на протяжении 1984—2011 гг., находясь на разных должностях в органах местного самоуправления и государственного управления.
За весомый вклад в развитие строительного комплекса города и градостроительное развитие Харькова В. Н. Бабаев в 1997 г. получил почётное звание «Заслуженный строитель Украины», в 1999 г. — стал лауреатом Государственной премии Украины в области архитектуры.
Награждение орденом «За заслуги» ІІІ (2004 г.), ІІ (2007 г.) и І степени (2009 г.) также во многом было связано с реализацией под непосредственным руководством Владимира Николаевича проектов и программ по возведению, реконструкции, модернизации объектов производственного и социального назначения, жилых домов, инфраструктуры, но уже в масштабах региона и страны.
Под руководством В. Н. Бабаева проходило строительство и реконструкция промышленных предприятий Харькова (СКИК Харьковского моторостроительного завода «Серп и молот», Харьковский велосипедный завод имени Г. И. Петровского, пивзавод «Рогань»), социальных объектов культурного и спортивного назначения (Харьковский академический театр оперы и балета имени М. В. Лысенко, Харьковский государственный академический русский драматический театр имени А. С. Пушкина, Харьковская областная филармония, стадион «Металлист», Дворец спорта «Локомотив» имени Г. М. Кирпы, Дом быта «Центральный» (по ул. Полтавский шлях), Алексеевской линии Харьковского метрополитена, многих объектов жилищно-коммунального хозяйства и городской инфраструктуры.
К важным достижениям Владимира Николаевича как опытного градостроителя относится подготовка Харькова к празднованию 350-летия основания города, в частности руководство реконструкцией Дома Государственной промышленности (Госпрома), Харьковского государственного зоологического парка, проспекта Леніна (ныне — проспект Науки) и улицы Шевченко, фонтана «Каскад» в саду имени Т. Г. Шевченко, фонтана-беседки «Зеркальная струя».
По инициативе В. Н. Бабаева начат первый и пока единственный на Украине проект реконструкции пятиэтажки («хрущёвки») без отселения жильцов. В 1999 г. проект был успешно внедрён в Харькове — пятиэтажку первой массовой серии застройки на проспекте Маршала Жукова (ныне — проспект Петра Григоренко), 21 превратили в обновлённую шестиэтажку. Провели усиление основы и фундаментов, частичную замену инженерных сетей и коммуникаций (водопровода, канализации, тепло- и электроснабжения, телефонных линий), всех сантехнических систем с установкой счётчиков учёта (тепла, горячего и холодного водоснабжения), реконструкцию входов в здание с пристройкой помещений хозяйственно-бытового назначения, устройства лоджий первого этажа, стекления имеющихся балконов, утепления внешних стен дома, реконструкцию фасада, надстройку шестого (мансардного) этажа с размещением 12 комфортных квартир дополнительной площадью 1200 м2.

## Руководство Харьковом
С назначением на должность первого заместителя городского головы по вопросам деятельности исполнительных органов Харьковского горсовета в 1998 г. карьера В. Н. Бабаева, как муниципального менеджера, выходит на качественно новый уровень.
Владимир Николаевич на протяжении 1998—2004 гг. активно участвовал во внедрении специального режима инвестиционной деятельности на территории г. Харькова. Был инициатором создания «энергоострова» Северного региона Украины с целью предотвращения повторения украинского энергетического кризиса середины 90-х гг. ХХ ст. Последовательно отстаивал идею целесообразности создания правительственного комитета по региональной политике.
Руководил ликвидацией аварии на магистральном газопроводе, расположенном в административно-территориальных границах Харькова (р-н Залютино), в 1995 г. принимал участие в ликвидации чрезвычайной ситуации на Диканёвской Главной канализационной насосной станции (ГКНС).
Соавтор и руководитель многих жизненно важных программ развития г. Харькова (инновационных и уникальных для отечественной муниципальной управленческой практики даже сегодня), разработанных в сотрудничестве с ведущими вузами Харькова — Национальным техническим университетом «Харьковский политехнический институт», Харьковской национальной академией городского хозяйства, Национальной юридической академией имени Ярослава Мудрого, Харьковским региональным институтом государственного управления Национальной академии государственного управления при Президенте Украины.
Среди разработанных и реализованных общегородских и отраслевых
программ — Генеральный план г. Харькова до 2026 г., Устав территориальной общины г. Харькова, Программа повышения эффективности местного самоуправления на основе интеллектуального потенциала г. Харькова, Методика контроля и оценки эффективности деятельности исполнительных органов Харьковского городского совета, Программа развития и реформирования жилищно-коммунального хозяйства г. Харькова на 2003—2010 гг., Программа развития системы обращения с твёрдыми бытовыми отходами в г. Харькове и многие другие.
Принимал непосредственное участие в разработке Законов Украины «Об Общегосударственной программе реформирования и развития жилищно-коммунального хозяйства на 2004—2010 годы» (2004 г.) и «О жилищно-коммунальных услугах» (2004 г.).

## На государственной службе
С 2005 г. В. Н. Бабаев на должности первого заместителя главы Харьковской областной государственной администрации руководил сразу несколькими стратегически важными направлениями развития области. Работал над развитием промышленных гигантов Харькова и области, топливно-энергетического комплекса, объектов транспорта и связи, жилищно-коммунального хозяйства (реконструкция систем теплоснабжения в г. Первомайском, пгт. Ковшаровке, пгт. Краснопавловке), социальной инфраструктуры (строительство и оснащение современных спортивных залов для школ в Сахновщинском, Золочевском, Богодуховском районах; строительство больниц в г. Богодухове, г. Дергачи, г. Чугуеве, г. Изюме, пгт. Двуречной).
Занимая с июля 2005 г. должность главы Харьковской областной комиссии по вопросам техногенно-экологической безопасности и чрезвычайных ситуаций, Владимир Николаевич возглавлял штабы по ликвидации срезвычайных ситуаций разной степени сложности, возникающих на территории области (в г. Изюме, г. Лозовой, г. Купянске и г. Первомайском), принимал активное участие в ликвидации Алчевской трагедии (январь — февраль 2006 г.).
Возглавлял Харьковскую областную рабочую группу по подготовке мероприятий по проведению административно-территориальной реформы (2005—2006 гг.), Харьковский региональный комитет по экономическим реформам (2010—2011 гг.). Инициировал создание министерства, которое бы занималось вопросами регионального развития и государственной региональной политики (было создано в 2010 г. как Министерство регионального развития и строительства Украины).
Весомый личный вклад Владимир Николаевич также внёс в восстановление Национального историко-культурного заповедника «Гетьманская столица» в селе Батурино Черниговской области. В рамках мероприятий к 300-летию Батуринской трагедии (2008 г.) под его руководством была восстановлена Замковая церковь Воскресения Господнего.
Результаты исключительно профессионального и ответственного отношения Владимира Николаевича к выполняемым обязанностям нашли своё признание и одобрение и среди обычных жителей Харькова и городов области. Решениями соответствующих городских советов ему было присвоено звание «Почётного гражданина» городов Первомайский (2008 г.) и Богодухов (2008 г.) Харьковской области и г. Харькова (2010 г.).

## Футбол в жизни В. Н. Бабаева
С 1960 г. увлечение футболом вышло на новый уровень. В 1967—1969 гг. Владимир Николаевич играет в команде мастеров «Торпедо» при Харьковском тракторном заводе и в составе юношеской сборной УССР. В 1970 г. приглашён в состав команды «Металлист» Харьков на позицию нападающего.
В 1975 г. покидает профессиональный футбол, посвятив себя строительному делу, но продолжает переживать и следить за футбольными событиями и делами футбольной жизни Харькова. В 2000 г. на отчётно-избирательной конференции Владимир Николаевич избран председателем Харьковской областной федерации футбола (ХОФФ).
В 2001 г. инициировал открытие памятника футбольному мячу в саду имени Т. Г. Шевченко (г. Харьков). В 2008 г. награждён именными часами от Харьковской футбольной общественности за значительный вклад в развитие и по случаю 100-летия Харьковского футбола. Возглавлял областной Организационный комитет по подготовке Харькова и области к проведению финальной части матчей Чемпионата Европы по футболу ЕВРО — 2012.
В 2012 г. при участии В. Н. Бабаева разработана программа развития футбола в Харьковской области на 2013—2017 гг., приоритетными направлениями которой является развитие детско-юношеского и женского футбола, создания фонда поддержки ветеранского футбола и футбола для спортсменов с ограниченными возможностями, а также строительство новых стадионов и реконструкция имеющихся, в частности школьных спортивных площадок.
Как председатель ХОФФ, занимался разработкой и реализацией областных программ по внедрению турнира «Кожаный мяч», проектов «Наше будущее», «Дарим радость детям», занимался созданием и организацией работы детско-юношеской футбольной лиги (ДЮФЛ) Харьковщины. Стоит отметить, что Владимир Николаевич остаётся одним из самых авторитетных председателей Харьковской областной федерации футбола.

## Досуг
В. Н. Бабаев ведёт активный образ жизни, придерживается принципов здорового питания, правильного соотношения режимов отдыха и работы. Формированию такой жизненной позиции способствовали занятия профессиональным футболом. Несмотря на постоянную занятость, Владимир Николаевич находит время для спорта, нумизматики и фалеристики. Это помогает отвлечься от ежедневных дел, а также вдохновляет на новые свершения.

## Публикации
Владимир Николаевич Бабаев является автором и соавтором более 370 научных работ, в частности:
- 30 монографий;
- более 280 научных статей и тезисов докладов, опубликованных в ведущих отечественных и зарубежных изданиях;
- 42 научно-методических изданий;
- 21 изобретения[9].

Он входит в состав редакционных коллегий таких научных изданий: «Комунальне господарство міст» (ответственный редактор), «Світлотехніка та електроенергетика» (председатель редакционного совета), «Экология и промышленность» (член совета журналистов), «Энергетика, Энергосбережение. Энергоаудит» (председатель редакционного совета) и др.
Список научных работ В. Н. Бабаева см. в разделе «Ссылки».